# Timothy Spall
Timothy Leonard Spall (London, Egyesült Királyság, 1957. február 27. –) angol színész.

## Élete és pályafutása

### Fiatalkora és első szereplései
Egy postás és egy fodrász gyermekeként nőtt fel Londonban. 
1979-ben csatlakozott a jónevű Royal Shakespeare Company színtársulathoz. Az első két évében olyan darabokban lépett fel, mint a Windsori víg nők, a Cymbeline, A három nővér és a Nicholas Nickleby. Az 1980-as évek elejétől egyre több tévéfilmes szerepet vállalt a színház helyett. 
1982-ben Mike Leigh szerepet adott neki az Otthon, édes otthon című rendezésében. Első nevesebb filmszerepe a Sting főszereplésével készült Frankenstein menyasszonya című horrorban volt 1985-ben. A hasonló hangvételű Gótika című filmben játszott egy évvel később Gabriel Byrne, Julian Sands és Natasha Richardson oldalán. 1988-ban a  megtörtént eseményeken alapuló, feszült hangvételű Megölni egy papot című politikai krimiben mellékszerepelt. A Christopher Lambert, Ed Harris és Joss Ackland főszereplésével készült film az akkori szocialista országokban feketelistára került, mert élesen bírálta a Lengyel Népköztársaság egyházellenességét.

### 1990-es évek
1990-ben Bernardo Bertoluccival dolgozott együtt az Afrikában forgatott Oltalmazó ég című filmdrámában. Ebben az évben hozta a sors újra össze Mike Leigh-vel, akivel ezúttal Az élet oly édes című könnyedebb hangvételű társadalmi drámában dolgozott együtt. Szerepelt Clint Eastwood Az elefántvadász című kalandfilmjében is. Ezután főként televíziós produkciók következtek, de 1996-ban már Rosencrantzot formálta meg Kenneth Branagh Hamletjében. Nagyot alakított Leigh Titkok és hazugságok című filmjében Brenda Blethyn oldalán. 
Két évvel később Spall a szintén erős komikus oldalát is megcsillogtatta az Újra a régi című vígjátékban. Szintén 1998-ban Jude Law után nyomozott az érdekes hangvételű Krokodilok bölcsessége című pszichothrillerben. Az 1990-es éveket újabb Leigh-filmmel zárta, ez volt a viktoriánus korszakban játszódó, Jim Broadbent főszereplésével készült Tingli-tangli.

### 2000-es évek
2000-ben a Vatelben, egy angol-francia koprodukciós történelmi filmben tűnt fel Gérard Depardieu és Uma Thurman partnereként. 2001-ben jött a szexualitást boncolgató, botránygyanús Intimitás. Egy évvel később egy amerikai szuperprodukcióban, a Cameron Crowe feldolgozásában készült Vanília égboltban kapott szerepet olyan sztárok mellett, mint Tom Cruise, Penélope Cruz, Cameron Diaz és Kurt Russell. 2002-ben ismét Mike Leigh-vel forgatot, a Spall főszereplésével készült, hétköznapi kisemberek életéről szóló Minden vagy semmi hatalmas elismerésben részesült. Ebben az évben még egy Charlie Hunnam címszereplésével készült Charles Dickens-adaptációban, a Nicholas Nickleby című filmben is felbukkant. 2003-ban ismét Cruise-zal forgatott, ezúttal Edward Zwick Az utolsó szamuráj című filmjében. 
2004-ben Spall is beszállt a Harry Potter-filmsorozatba, Peter Pettigrew-t keltve életre a Harry Potter és az azkabani fogolyban. Egy évvel később a Harry Potter és a Tűz Serlege következett. 2007-ben is szerepelt két sikerfilmben: a Bűbáj című vígjátékban, majd Tim Burton Sweeney Todd, a Fleet Street démoni borbélya című sötét humorú alkotásában.

## Filmográfia

### Film
| Év   | Magyar cím                                   | Eredeti cím                                     | Szerep                                                | Magyar hang        |
| ---- | -------------------------------------------- | ----------------------------------------------- | ----------------------------------------------------- | ------------------ |
| 1978 |                                              | The Life Story of Baal                          | Lupu                                                  |                    |
| 1979 | Kvadrofónia                                  | Quadrophenia                                    | Harry                                                 |                    |
| 1982 |                                              | Remembrance                                     | Douglas                                               |                    |
| 1982 | A misszionárius                              | The Missionary                                  | Parswell                                              | Zágoni Zsolt       |
| 1985 | Frankenstein menyasszonya                    | The Bride                                       | Paulus                                                | Illyés Barna       |
| 1986 | Gótika, avagy a szellem éjszakája            | Gothic                                          | Dr. John William Polidori                             | Koroknay Géza      |
| 1986 | Gótika, avagy a szellem éjszakája            | Gothic                                          | Dr. John William Polidori                             | Szolnoki Tibor     |
| 1987 |                                              | Body Contact                                    | Paul                                                  |                    |
| 1988 |                                              | Dream Demon                                     | Peck                                                  |                    |
| 1988 | Robinson Crusoe                              | Crusoe                                          | Milne tiszteletes                                     |                    |
| 1988 | Megölni egy papot                            | To Kill a Priest                                | Igor                                                  | Szűcs Sándor       |
| 1990 | Az elefántvadász                             | White Hunter Black Heart                        | Hodkins                                               | Hollósi Frigyes    |
| 1990 |                                              | 1871                                            | Ramborde                                              |                    |
| 1990 | Az élet oly édes                             | Life is Sweet                                   | Aubrey                                                |                    |
| 1990 | Oltalmazó ég                                 | The Sheltering Sky                              | Eric Lyle                                             | Kaszás Attila      |
| 1990 | Oltalmazó ég                                 | The Sheltering Sky                              | Eric Lyle                                             | Maróti Gábor       |
| 1996 | Titkok és hazugságok                         | Secrets & Lies                                  | Maurice Purley                                        | Bezerédi Zoltán    |
| 1996 | Hamlet                                       | Hamlet                                          | Rosencrantz                                           | Ifj. Jászai László |
| 1996 | Hamlet                                       | Hamlet                                          | Rosencrantz                                           | Fesztbaum Béla     |
| 1998 |                                              | The Clandestine Marriage                        | Sterling                                              |                    |
| 1998 | Újra a régi                                  | Still Crazy                                     | David 'Beano' Baggot                                  | Gesztesi Károly    |
| 1998 | Krokodilok bölcsessége                       | The Wisdom of Crocodiles                        | Healey nyomozó                                        | Csuja Imre         |
| 1999 | Tingli-tangli                                | Topsy-Turvy                                     | Richard Temple                                        | Mikó István        |
| 2000 | Lóvátett lovagok                             | Love's Labour's Lost                            | Don Armado                                            | Csuja Imre         |
| 2000 | Vatel                                        | Vatel                                           | Gourville                                             | Verebély Iván      |
| 2000 | Csibefutam                                   | Chicken Run                                     | Csóró (hangja)                                        | Bochkor Gábor      |
| 2001 | Intimitás                                    | Intimacy                                        | Andy                                                  | Gesztesi Károly    |
| 2001 |                                              | The Old Man Who Read Love Stories               | Luis Agalla                                           |                    |
| 2001 | Szerencsés McLépés                           | Lucky Break                                     | Cliff Gumbell                                         | Csuja Imre         |
| 2001 | Rocksztár                                    | Rock Star                                       | Mats, Steel Dragon menedzser                          | Csuja Imre         |
| 2001 | Vanília égbolt                               | Vanilla Sky                                     | Thomas Tipp                                           | Koroknay Géza      |
| 2002 | Minden vagy semmi                            | All or Nothing                                  | Phil                                                  | Csuja Imre         |
| 2002 | Nicholas Nickleby                            | Nicholas Nickleby                               | Charles Cheeryble                                     | Konrád Antal       |
| 2003 | Egyenesbe jövünk                             | Gettin’ Square                                  | Darren Barrington                                     | Csuja Imre         |
| 2003 | Az utolsó szamuráj                           | The Last Samurai                                | Simon                                                 | Verebély Iván      |
| 2004 | A balszerencse áradása                       | Lemony Snicket’s A Series of Unfortunate Events | Mr. Poe                                               | Versényi László    |
| 2004 | A balszerencse áradása                       | Lemony Snicket’s A Series of Unfortunate Events | Mr. Poe                                               | Csuja Imre         |
| 2004 | Harry Potter és az azkabani fogoly           | Harry Potter and the Prisoner of Azkaban        | Peter Pettigrew / Féregfark                           | Tahi József        |
| 2005 | Harry Potter és a Tűz Serlege                | Harry Potter and the Goblet of Fire             | Peter Pettigrew / Féregfark                           | Tahi József        |
| 2005 | Az utolsó hóhér                              | Pierrepoint                                     | Albert Pierrepoint                                    |                    |
| 2007 | Harry Potter és a Főnix Rendje               | Harry Potter and the Order of the Phoenix       | Peter Pettigrew / Féregfark (stáblistán nem szerepel) |                    |
| 2007 | Houdini, a halál mágusa                      | Death Defying Acts                              | Sugarman                                              | Papp János         |
| 2007 | Houdini, a halál mágusa                      | Death Defying Acts                              | Sugarman                                              | Háda János         |
| 2007 | Bűbáj                                        | Enchanted                                       | Nathaniel                                             | Csuja Imre         |
| 2007 | Sweeney Todd, a Fleet Street démoni borbélya | Sweeney Todd: The Demon Barber of Fleet Street  | Beadle Bamford                                        | Csuja Imre         |
| 2008 | Appaloosa – A törvényen kívüli város         | Appaloosa                                       | Phil Olson                                            | Besenczi Árpád     |
| 2009 | Az elátkozott Leeds United                   | The Damned United                               | Peter Taylor                                          | Mikó István        |
| 2009 | Harry Potter és a Félvér herceg              | Harry Potter and the Half-Blood Prince          | Peter Pettigrew / Féregfark                           |                    |
| 2009 |                                              | Heartless                                       | George Morgan                                         |                    |
| 2009 | A sivatag virága                             | Desert Flower                                   | Terry Donaldson                                       |                    |
| 2009 |                                              | From Time to Time                               | Boggis                                                |                    |
| 2010 | Alice Csodaországban                         | Alice in Wonderland                             | Bayard (hangja)                                       | Melis Gábor        |
| 2010 |                                              | Wake Wood                                       | Arthur                                                |                    |
| 2010 |                                              | Jackboots on Whitehall                          | Winston Churchill (hangja)                            |                    |
| 2010 |                                              | Reuniting the Rubins                            | Lenny Rubins                                          |                    |
| 2010 | A király beszéde                             | The King's Speech                               | Winston Churchill                                     | Koroknay Géza      |
| 2010 | Harry Potter és a Halál ereklyéi 1.          | Harry Potter and the Deathly Hallows – Part 1   | Peter Pettigrew / Féregfark                           | Tahi József        |
| 2011 | Harry Potter és a Halál ereklyéi 2.          | Harry Potter and the Deathly Hallows – Part 2   | Peter Pettigrew / Féregfark                           |                    |
| 2011 |                                              | My Angel                                        | Mr. Lambert                                           |                    |
| 2012 | Keleti igazságosztó                          | Assassin's Bullet                               | Dr. Aaron Kahn                                        | Várkonyi András    |
| 2012 |                                              | Boy (rövidfilm)                                 | apa                                                   |                    |
| 2012 |                                              | Comes a Bright Day                              | Charlie                                               |                    |
| 2012 |                                              | Upside Down                                     | Bob Boruchowitz                                       |                    |
| 2012 | Felfelé a lejtőn                             | The Rise                                        | D.I. West                                             |                    |
| 2012 | Ginger és Rosa                               | Ginger & Rosa                                   | Mark                                                  | Bezerédi Zoltán    |
| 2012 | Love Bite – Az első harapás                  | Love Bite                                       | Sid                                                   |                    |
| 2014 | Százkarátos szerelem                         | The Love Punch                                  | Jerry                                                 | Csuja Imre         |
| 2014 | Mr. Turner                                   | Mr. Turner                                      | J. M. W. Turner                                       | Csuja Imre         |
| 2015 | Balek                                        | Sucker                                          | professzor                                            |                    |
| 2016 | Alice Tükörországban                         | Alice Through the Looking Glass                 | Bayard (hangja)                                       | Melis Gábor        |
| 2016 |                                              | Away                                            | Joseph                                                |                    |
| 2016 |                                              | The Journey                                     | Ian Paisley                                           |                    |
| 2016 | Tagadás                                      | Denial                                          | David Irving                                          | Ujréti László      |
| 2016 |                                              | Stanley a Man of Variety                        | több szerep                                           |                    |
| 2017 | A vendégek                                   | The Party                                       | Bill                                                  |                    |
| 2017 |                                              | The Changeover                                  | Carmody Braque                                        |                    |
| 2017 | Táncterápia                                  | Finding Your Feet                               | Charlie                                               | Várkonyi András    |
| 2017 | Táncterápia                                  | Finding Your Feet                               | Charlie                                               | Csuja Imre         |
| 2018 | Ősember – Kicsi az ős, de hős!               | Early Man                                       | Öreg (hangja)                                         | Csuja Imre         |
| 2019 |                                              | The Corrupted                                   | Clifford Cullen                                       |                    |
| 2019 |                                              | This Time Away (rövidfilm)                      | Nigel                                                 |                    |
| 2019 |                                              | Mrs Lowry & Son                                 | L S Lowry                                             |                    |
| 2020 |                                              | It Snows in Benidorm                            | Peter Riordan                                         |                    |
| 2021 |                                              | The Obscure Life of the Grand Duke of Corsica   | Alfred Roth                                           |                    |
| 2021 |                                              | The Last Bus                                    | Tom                                                   |                    |
| 2021 | Spencer                                      | Spencer                                         | Major Alistar Gregory őrnagy                          | Harsányi Gábor     |
| 2022 |                                              | This Is Christmas                               | Ray                                                   |                    |
| 2022 | Halványkék szemek                            | The Pale Blue Eye                               | Sylvanus Thayer főfelügyelő                           | Papp János         |
| 2023 |                                              | Bolan's Shoes                                   | Jimmy                                                 |                    |
| 2023 | Repülés kezdőknek                            | Northern Comfort                                | Edward                                                |                    |
| 2023 | Mocskos kis levelek                          | Wicked Little Letters                           | Edward Swan                                           | Fodor Tamás        |
| 2023 |                                              | The Heist Before Christmas                      | Santa                                                 |                    |
| 2024 |                                              | Rich Flu                                        | ismeretlen szerep                                     |                    |

### Televízió
| Év        | Magyar cím                           | Eredeti cím                           | Szerep                 | Megjegyzések                                               |
| --------- | ------------------------------------ | ------------------------------------- | ---------------------- | ---------------------------------------------------------- |
| 1981      |                                      | The Cherry Orchard                    | Epikhodov              | tévéfilm                                                   |
| 1981      |                                      | The Three Sisters                     | Andrei                 | tévéfilm                                                   |
| 1982      | Otthon, édes otthon                  | Home Sweet Home                       | Gordon Leach           | tévéfilm                                                   |
| 1982      | Twist Olivér                         | Oliver Twist                          | rendőr                 | tévéfilm                                                   |
| 1983–2004 |                                      | Auf Wiedersehen, Pet                  | Barry Spencer Taylor   | 40 epizód                                                  |
| 1987      |                                      | The Nihilist's Double Vision          | Nick Watts             | tévéfilm                                                   |
| 1988      |                                      | Journey's End                         | Trotter                | tévéfilm                                                   |
| 1988      |                                      | The Modern World: Ten Great Writers   | Porfiry                | 1 epizód                                                   |
| 1990      |                                      | The Tale of Little Pig Robinson       | Pig Robinson           | tévéfilm                                                   |
| 1990      |                                      | Stolen                                | Donald Caudell         | 2 epizód                                                   |
| 1991      |                                      | Boon                                  | Bill Webster           | 1 epizód                                                   |
| 1991      |                                      | Murder Most Horrid                    | patológus              | 1 epizód                                                   |
| 1991–1992 |                                      | Screenplay                            | Derek / Francis Meeks  | 2 epizód                                                   |
| 1991–1992 |                                      | Performance                           | Jimmy Beales / Chico   | 2 epizód                                                   |
| 1992      |                                      | Red Dwarf                             | Andy                   | 1 epizód                                                   |
| 1992–1993 | Az ifjú Indiana Jones kalandjai      | The Young Indiana Jones Chronicles    | Cunningham, masszőr    | 2 epizód                                                   |
| 1993–1994 |                                      | Frank Stubbs Promotes                 | Frank Stubbs           | 13 epizód                                                  |
| 1993      |                                      | Tracey Ullman: A Class Act            | ismeretlen szerep      | különkiadás                                                |
| 1993      |                                      | Without Walls                         | Margaret Rutherford    | 1 epizód                                                   |
| 1993      |                                      | Rab C. Nesbitt                        | cellatárs              | 1 epizód                                                   |
| 1993      |                                      | Spender                               | Robert Cunningham      | 1 epizód                                                   |
| 1994      |                                      | Nice Day at the Office                | Phil Bachelor          | 6 epizód                                                   |
| 1994–1996 |                                      | Outside Edge                          | Kevin Costello         | 22 epizód                                                  |
| 1997      | Kiéhezve                             | The Hunger                            | kereskedő              | 1 epizód                                                   |
| 1998      | Neville szigete                      | Neville's Island                      | Gordon                 | tévéfilm                                                   |
| 1998      |                                      | Our Mutual Friend                     | Mr. Venus              | 4 epizód                                                   |
| 1999      |                                      | Shooting the Past                     | Oswald Bates           | minisorozat (3 epizód)                                     |
| 2000      |                                      | The Thing About Vince                 | Vince Skinner          | minisorozat (3 epizód)                                     |
| 2001      | Titokzatos idegenek                  | Perfect Strangers                     | Irving                 | - minisorozat (3 epizód) - magyar hangja: - Besenczi Árpád |
| 2001      |                                      | Ivor the Invisible                    | apa                    | tévéfilm                                                   |
| 2001      | Meztelen porszívózás a paradicsomban | Vacuuming Completely Nude in Paradise | Tommy Rag              | tévéfilm                                                   |
| 2002      |                                      | Bodily Harm                           | Mitchel Greenfield     | minisorozat (2 epizód)                                     |
| 2003      | Túlélők háza                         | My House in Umbria                    | Quinty                 | tévéfilm                                                   |
| 2005      |                                      | Cherished                             | Terry Cannings         | tévéfilm                                                   |
| 2005      | Mr. Harvey gyertyát gyújt            | Mr. Harvey Lights a Candle            | Mr. Harvey             | tévéfilm                                                   |
| 2006      |                                      | Mysterious Creatures                  | Bill Ainscow           | tévéfilm                                                   |
| 2006–2009 |                                      | The Street                            | Eddie McEvoy           | 9 epizód                                                   |
| 2007      | Szoba kilátással                     | A Room with a View                    | Mr. Emerson            | tévéfilm                                                   |
| 2007      | Twist Olivér                         | Oliver Twist                          | Fagin                  | - minisorozat (5 epizód) - magyar hangja: - Faragó András  |
| 2009      |                                      | Gunrush                               | Doug Becket            | tévéfilm                                                   |
| 2009      |                                      | The Fattest Man in Britain            | Georgie Godwin         | tévéfilm                                                   |
| 2010–2012 |                                      | Timothy Spall: ...at Sea              | önmaga                 | BBC Four minisorozat                                       |
| 2012      |                                      | The Syndicate                         | Bob Davies             | 4 epizód                                                   |
| 2012      |                                      | Sinbad                                | Anicetus / Halál       | 1 epizód                                                   |
| 2012      | Boszi seprűnyélen                    | Room on the Broom                     | Sárkány (hangja)       | - rövidfilm - magyar hangja: - Faragó András               |
| 2013      |                                      | Gibraltar: Britain in the Sun         | narrátor (hangja)      | dokumentumsorozat                                          |
| 2013–2014 |                                      | Blandings                             | Lord Clarence Emsworth | 13 epizód                                                  |
| 2015      | Enfield szelleme                     | The Enfield Haunting                  | Maurice Grosse         | - minisorozat (3 epizód) - magyar hangja: - Csuja Imre     |
| 2015      |                                      | Fungus the Bogeyman                   | Fungus                 | minisorozat (3 epizód)                                     |
| 2015      |                                      | Me and My Guide Dog                   | narrátor (hangja)      | dokumentumfilm                                             |
| 2015      | Almabor Rosie-val                    | Cider with Rosie                      | Laurie Lee (hangja)    | - tévéfilm - magyar hangja: - Ujréti László                |
| 2017      |                                      | Philip K. Dick's Electric Dreams      | Ed Jacobson            | 1 epizód                                                   |
| 2019      |                                      | Hatton Garden                         | Terry Perkins          | minisorozat (4 epizód)                                     |
| 2019      |                                      | Summer of Rockets                     | Lord Arthur Wallington | minisorozat (6 epizód)                                     |
| 2019      |                                      | Perpetual Grace, LTD                  | Donny                  | 5 epizód                                                   |
| 2023      |                                      | The Sixth Commandment                 | Peter Farquhar         | minisorozat (3 epizód)                                     |
| 2024      | Farkasbőrben                         | Wolf Hall: The Mirror and the Light   | Thomas Howard          | minisorozat (2 epizód)                                     |